# Epitonium delicatulum
Epitonium delicatulum is een slakkensoort uit de familie van de Epitoniidae. De wetenschappelijke naam van de soort is voor het eerst geldig gepubliceerd in 1869 door Adams H..